# نادي الملك فيصل
نادي الملك فيصل لكرة القدم (بالإنجليزية: King Faisal Football Club) هو نادي كرة قدم يلعب في الدوري الغاني الممتاز. قام مؤسس ومالك النادي الحاج كريم غرونساح بتسمية الفريق على فيصل بن عبد العزيز آل سعود الملك الأسبق للمملكة العربية السعودية.